# Zerdiceaf
Zerdiceaf (Curcuma longa) este o plantă din familia Zingiberaceae. Rizomul poate fi folosit pentru extragerea condimentului cu același nume (mai cunoscut în prezent drept curcumă sau turmeric). Se fierbe 30-40 de minute, apoi se usucă într-un cuptor fierbinte. Apoi este pisat pentru a se obține o pulbere portocaliu-gălbuie. Zerdiceaful este folosit în bucătăria sud-asiatică.

## Istorie
În România, cuvântul își are originea în denumirea turcească, „zerdeçav”.

## Nutriție
Zerdiceaful este recomandat predominant în diete vegetariene și vegane, datorită aportului de vitamina E și fier.